# Teoría de la información integrada
La teoría de la información integrada (en inglés, Integrated information theory, IIT) es una hipótesis científica y marco teórico pensado para explicar por qué ciertos sistemas (como el cerebro humano) son conscientes, propuesta originalmente en 2004 por el neurocientífico Giulio Tononi. IIT hereda ideas de la hipótesis del núcleo dinámico de Edelman y Tononi, y de las colaboraciones entre Tononi y Olaf Sporns. A la formulación inicial de IIT han seguido otra de 2008 y una tercera, de 2014. Ha sido explorada y desarrollada por otros científicos como Christof Koch, Anil Seth, Max Tegmark entre otros.
Dada una colección de objetos en el universo y sus interacciones, IIT pretende identificar si generan un punto de vista subjetivo, en qué grado, qué tan similar es su experiencia actual a otras; y a partir de ello propone cómo es que eventualmente se podría encontrar la correspondencia entre descripciones físicas de estos sistemas y sus experiencias sensibles (qualia). IIT es una teoría de la mente de corte fisicalista, no reduccionista, física-digital y no computacionalista. Según IIT, las mentes conscientes son cualquier sistema físico que forma un máximo local de emergencia de poder causal, sus estados subjetivos son idénticos a las estructuras matemáticas que toman estos sistemas, y toda materia contribuye en la formación de alguna (y sólo una) de estas mentes. En otras palabras, la consciencia es modelada como una nueva ley de la física que describe cómo se agrupan los componentes elementales del Universo para formar seres compuestos.

## Motivación

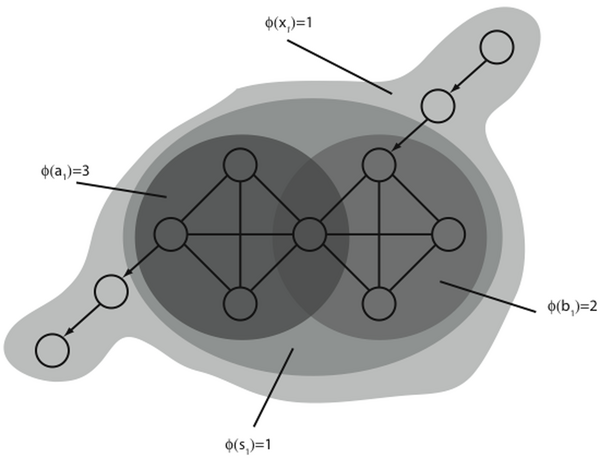
Diagrama esquemático de cómo descomponer sistemas en complejos superpuestos según la Teoría de la Información Integrada de Tononi.

La Teoría de la Información Integrada (IIT) intenta identificar el mecanismo fundamental (aunque no necesariamente el "propósito" evolutivo ni la necesidad lógica o metafísica) de la subjetividad o experiencia consciente. Esta forma básica de sensibilidad es descrita en la literatura filosófica como "consciencia fenoménica", o como "consciencia primaria" en palabras de Gerald Edelman. Es esta acepción la que será tratada en el presente artículo, y debe distinguirse de estados conscientes de mayor calado conceptual, como la consciencia de sí mismo descrita en la prueba del espejo.
En filosofía de la mente y ciencia cognitiva mucho se ha dicho de los límites tratando de dar cuenta de la aparición de subjetividad apelando únicamente al funcionalismo, a la manipulación sintáctica de símbolos (véase el artículo "Habitación china") o a los estados cerebrales. La Teoría de la Información Integrada pretende completar el rompecabezas de cómo es que una estructura representacional física pasa a convertirse en un estado mental pleno; con fenomenología y significado para el objeto (o sujeto diría IIT) experienciador.
A diferencia de otras teorías identitarias de la mente, IIT no aborda el problema difícil haciendo corresponder un objeto o mecanismo arbitrario con la subjetividad; ni siquiera uno correlacionado empíricamente con la consciencia, como son sus correlatos neurales. IIT aborda el problema en la dirección opuesta: parte de la existencia de la experiencia subjetiva como un hecho fundamental e inapelable; para luego buscar todos los sistemas físicos que satisfarían un sistema axiomático filosófico de las propiedades de la consciencia. Más específicamente, formulaciones recientes de IIT proponen axiomáticamente (por introspección fenomenológica) que toda experiencia subjetiva es necesariamente real, que tiene estructura o componentes, que su estructura es distinguible de la de otras experiencias, que cada experiencia es irreductible a la experiencia por separado de los componentes, y que también excluye a otras experiencias posibles. Posteriormente estos axiomas son traducidos en postulados físico-matemáticos.
Según Michael A. Cerullo, IIT no ataca el problema difícil tal y como fue planteado por Chalmers, sino el "problema bastante difícil" (Pretty-Hard Problem) de predecir qué objetos son a la vez mentes. Chalmers por su parte ha expresado cierto entusiasmo por IIT.

## Visión general

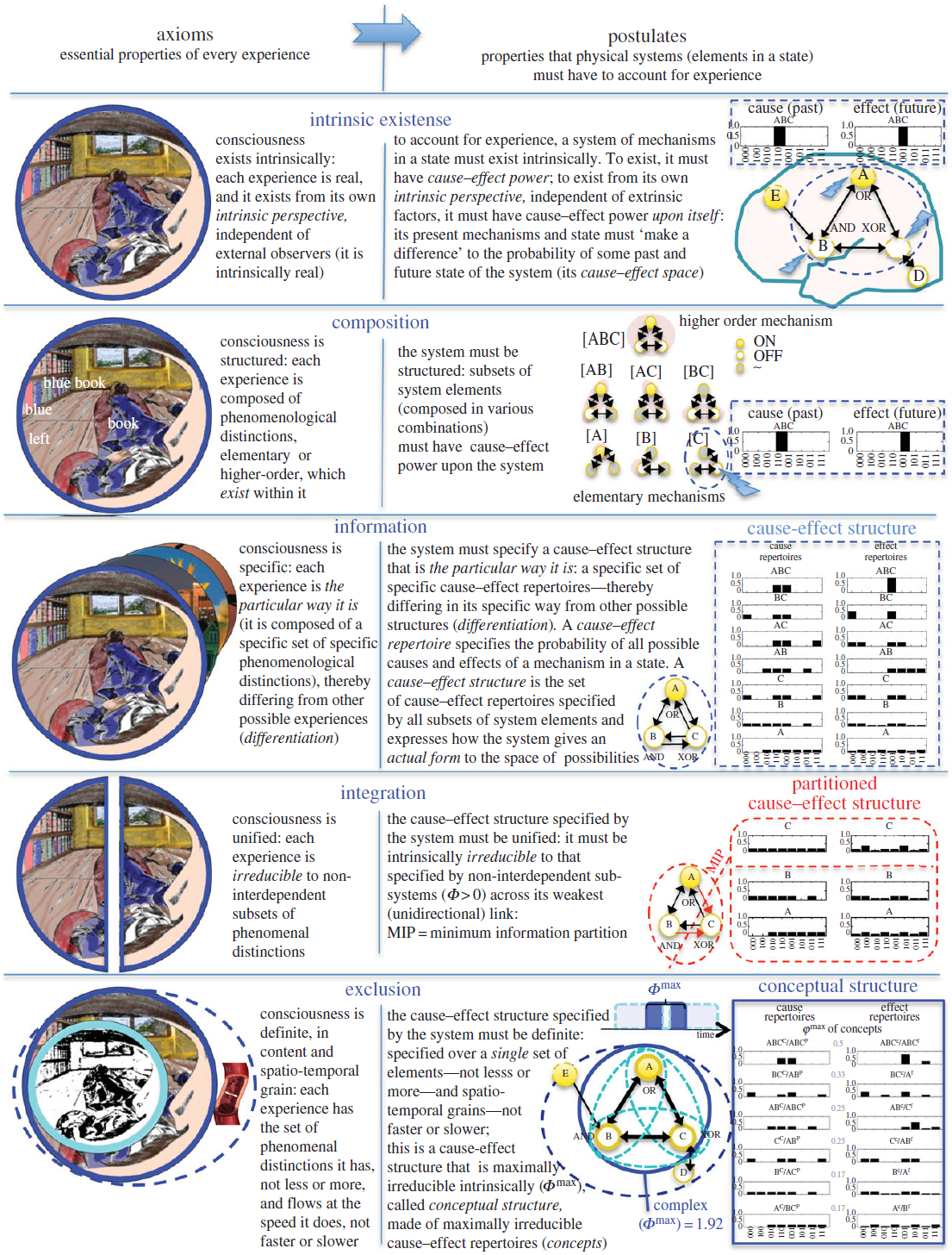
Los cinco axiomas fenomenológicos y sus correspondientes postulados científicos, según la Teoría de la Información Integrada 3.0.

Thomas Nagel famosamente describió la dificultad del problema mente-cuerpo en términos de: saber si determinado objeto siente algo; y de ser el caso, cómo se siente ser esa cosa, y qué tiene que ver con lo que le ocurre desde una perspectiva en tercera persona. La teoría de la información integrada asume que sentir es propio de todo lo que puede cambiar de estado e interactuar mecanísticamente (la física "vista" desde adentro). Luego invierte la pregunta de Nagel: el verdadero problema es saber cuáles son las cosas; luego, sus mentes simplemente son sus naturalezas físicas, "vistas" desde adentro.
IIT propone leyes físico-matemáticas para determinar cuáles son las verdaderas cosas, en el sentido de si un objeto complejo existe en su propio derecho o es reducible a sus partes. Parte de dos postulados fenomenológicos clave acerca de las propiedades de la experiencia subjetiva: que ésta contiene información o estructura, y que esa información a su vez está irreduciblemente integrada, de modo que las partes de una experiencia son dependientes unas de otras, haciendo imposible que un mismo sujeto tenga dos experiencias al mismo tiempo y por separado. Mecanísticamente, esto se traduce a sistemas con símbolos o estados diferenciables, pero que también son irreducibles o "integrados" dada la interacción de sus componentes. IIT hace una crítica a propuestas de ascribir consciencia a sistemas de información no integrados, donde la información es una abstracción de mentes externas que acuerdan representar entes o símbolos en los outputs de un proceso algorítmico realizado en maquinaria minimalista. Para IIT, para que realmente exista un nuevo ente a un nivel de descripción superior al de los componentes, la desconexión de éstos debería surtir efectos en el futuro del resto del sistema. Es decir, el todo es más que la suma de las partes. Luego añade un postulado de exclusión para evitar el problema de la combinación del pampsiquismo: si la abstracción a niveles de descripción más macroscópicos sigue arrojando entes irreducibles, se le da prioridad a la existencia del más irreducible. Presuntamente, siempre que un cerebro está consciente es porque algún sistema neuronal en él forma un máximo de información integrada, por encima de lo que logran los componentes (organelos celulares, moléculas) y los colectivos (el organismo entero, las sociedades, el sistema solar).
Nótese que la información a la cual la teoría se refiere no es la computada, ni la función computante, sino la contenida instrínsecamente en las conexiones del sistema físico. Esto implica que a diferencia del funcionalismo ingenuo y del computacionalismo, para IIT no todos los equivalentes conductuales o computacionales comparten estado consciente. Es decir, los zombis filosóficos son reales. En efecto, Tononi y sus colaboradores han dado ejemplos de redes neuronales funcionalmente equivalentes pero con grados radicalmente distintos de información integrada. Se especula que la selección natural podría haber favorecido la ardua construcción de redes más integradas (y por lo tanto conscientes) en virtud de que son más compactas.
Dicha naturaleza implicaría que, a diferencia del comportamiento inteligente, la consciencia no puede ser sometida a simulación en hardware de poder causal diferente al del hardware original, incluso dados dispositivos computacionalmente equivalentes. En palabras de Cristof Koch, "puedes simular un agujero negro en una computadora, pero la propiedad de deformar el espacio-tiempo no estará presente". La consciencia de una inteligencia artificial general, una simulación detallada del cerebro humano (o de cualquier otro software) sería la propia de los pequeños complejos de información máxima a nivel de transistores en el circuito integrado, a menos que se ejecute en el hardware neuromórfico adecuado. De esta manera IIT explica que grandes centros de procesamiento de información como el cerebelo no estén ni mínimamente correlacionados con la producción de consciencia, mientras que regiones con una conectividad más integradora o irreducible, como la corteza, sí lo están. 
Más aún, si la consciencia es emergencia de poderes causales, entonces las capacidades del mecanismo son tan importantes determinando la experiencia como el estado en sí. —El fotodiodo no siente la oscuridad en el mismo sentido que nosotros la sentimos, ya que él solo puede contrastarla contra otro estado posible.— La hipótesis predice que la mera inhabilitación de un módulo neuronal de por sí inactivo puede devenir en un cambio en la experiencia subjetiva (aun si el estado de actividad cerebral permanece), ya que esto constreñiría la distribución de probabilidad de los estados posibles del mecanismo. También predice que mecanismos con comportamientos sumamente simples —incluso inertes— pueden experimentar sensaciones muy complejas, a razón de que acumulan estructura irreducible. Esto le ha valido críticas, al mismo tiempo que ha sido utilizado para estimar con éxito el nivel de consciencia de pacientes paralizados, comatosos y sedados.
Según el neurocientífico Kristof Koch, IIT postula que las sensaciones son idénticas a la forma y medida (sujeta a otro axioma de exclusión de no-máximos locales para distinguir entre sistemas superpuestos) en la que un mecanismo físico cualquiera, no necesariamente neural o biológico, se afecta causalmente a sí mismo. En este sentido, se trata de una métrica de la sinergia y una forma de complejidad. Por lo tanto su existencia no depende de observadores o mentes externas preexistentes para interpretar el contenido, como es el caso de la teoría de la información clásica de las ciencias de la computación.
El antirreduccionismo de IIT guarda paralelismos con el monismo de doble aspecto y el dualismo de propiedades, ya que asevera que la subjetividad es una propiedad abstracta fundamental —como la carga o el espín— inherente en menor o mayor medida a todas las cosas propiamente dichas. Por lo mismo ha sido denominada una teoría "pampsiquista". IIT puede ser entendida como un marco teórico de ontología formal para distinguir entre segmentaciones de un sistema material, y encontrar la descripción privilegiada para la cual la existencia de los segmentos es tanto intrínseca como máxima. La existencia es operacionalizada como poder causal, de modo que todos los mecanismos se vuelven candidatos a la consciencia: para todo propósito práctico, podemos decir que algo existe físicamente si produce efectos y puede ser sometido a ellos. Por ejemplo, según IIT, el sistema de tres quarks que componen a un protón posee un poco de subjetividad. Sin embargo, aquellas elecciones de sistemas cuyos componentes en realidad no interactúan para formar nuevos comportamientos posibles no poseen subjetividad alguna. Las redes neuronales prealimentadas serían entonces ejemplos de sistemas biológicos no conscientes: las capas siguientes no afectan a las precedentes (no existen desde su punto de vista), por lo que no hay un nuevo ente más allá de los componentes.
La medida de irreducibilidad del repertorio de estados del sistema, o cantidad de consciencia según IIT, es denominada Φ (phi) y se mide en bits usando herramientas matemáticas como la divergencia Kullback-Leibler o la "distancia del movedor de tierra"; aunque hacerlo cabalmente resulta computacionalmente intratable para sistemas suficientemente complejos, teniendo que echar mano de aproximaciones. Mientras tanto, el carácter cualitativo de la experiencia con todas sus modalidades sensoriales estaría dado por la geometría de dicho repertorio en un espacio de la red causal denominado "espacio de los qualia". Tononi y Balduzzi han propuesto algunas directrices para "identificar" qualia puros, modalidades sensoriales y experiencias multimodales dentro de las figuras matemáticas (llamadas complejos de conceptos) a las cuales se refiere directamente la teoría.